# 朗根丁根
朗根丁根是德国巴登-符腾堡州的一个市镇。总面积21.67平方公里，总人口5148人，其中男性2526人，女性2622人（2011年12月31日），人口密度238人/平方公里。